# La vita com'è (Brunori Sas)
La vita com'è è un singolo del cantautore italiano Brunori Sas, pubblicato il 31 agosto 2023 come primo estratto dal sesto album in studio L'albero delle noci..

## Descrizione
Il brano è stato composto per la colonna sonora del film Il più bel secolo della mia vita, diretto da Alessandro Bardani, con protagonisti Sergio Castellitto e Valerio Lundini. Il brano è stato candidato al David di Donatello per la migliore canzone originale 2024.
Il testo della canzone esplora temi esistenziali, riflettendo sulla condizione umana e sulla ricerca di autenticità nella vita quotidiana.

## Tracce
Testi e musiche di Dario Brunori e Riccardo Sinigallia.
1. La vita com'è – 3:20